# Skyddsväsen
Skyddsväsen är övernaturliga varelser vars uppgift är att värna och försvara människor, djur, naturföremål, hus, städer, länder etc. Skyddsänglar, hustomtar, diser, muser, parcer och rådare är exempel på skyddsväsen.